# Wilhelmina (motorfiets)
Wilhelmina is een Nederlands historisch merk van fietsen en motorfietsen.
Deze werden geproduceerd door Hugo Smit Motor-Garage, Amsterdam van 1903 tot 1915.
Ooit een bekende Nederlandse firma, die 2-, 2½-, 3¾- en 3¼pk-een- en tweecilinders van Minerva, Saroléa en Precision inbouwde.